# Santo Tomás
Santo Tomás là một khu tự quản thuộc tỉnh Chontales, Nicaragua. Khu tự quản Santo Tomás có diện tích 547 ki lô mét vuông. Đến thời điểm năm 2005, huyện Santo Tomás có dân số 16404 người.